# 佐々木理恵 (NHK福岡)
佐々木 理恵（ささき りえ、1983年2月10日 - ）は、日本のニュースキャスター。2018年から全国に先駆けて福岡から一貫して放送することになった「おはよう九州沖縄」では、ニュースと気象の一人二役で番組を進行する。2022年まで単独でキャスターを担い、緊急報道も対応。

## 人物
福岡県福岡市出身。2008年からNHKのキャスター。NHKの顔として、夕方や朝のニュース番組を中心に、報道に携わる。学位は芸術工学修士。大学では音響を専門として本格的にデザインを学んだ。働きながら大学院に通い、MBA（経営学修士）も取得（2024年3月末）。気象予報士、防災士。全国でも珍しいニュースと気象の両方を伝えることができる理系のニュースキャスター。積極的に自ら取材も行い、文化芸術や経済、医療などを中心にリポートやスタジオプレゼンを展開。専門性を生かし、気候変動やエネルギー関連やデザインについて力を入れている。ブログで取材・放送したものを掲載することがある。キャスターワークでは、抜群の安定感と親しみやすさ、伝わるニュースリードに定評がある。「佐々木さんの放送を見なければ1日が始まらない」という視聴者が少なくない。インタビューも得意とする。鋭い視点を持ち、共感を得るキャスターとして、キャリアを重ねている。

## 来歴
- 福岡県福岡市生まれ。筑紫女学園中学・高等学校を卒業。
- 幼い頃からピアノを習い、絶対音感がある。
- 音大も視野に入れていたが、全国で唯一の九州大学芸術工学部の音響設計学科に進学した。
- 作曲家・中村滋延のゼミに所属し、メディアアートの世界を研究。卒業後、九州大学大学院博士前期課程に進み、更に研究を重ねた。
- 理系と文系の両方のセンスを兼ね備えた芸術工学修士を取得。
- レコーディングエンジニアのSadaharu Yagiは大学の同級生[7]。Yagiがグラミー賞を受賞した時、真っ先に連絡がきて夕方のニュース番組で取材し、母校でのインタビュー撮影ののち、放送。
- 世界の名だたるコンサートホールを手がけている永田音響設計の豊田泰久氏は、同学科の先輩にあたる。佐々木との対面も実現している。（2018年11月）[8]
- また、漫画家の原泰久や映画監督の江口カンも、同学部の卒業生。
- 東京フィルハーモニー交響楽団のコンサートマスター近藤薫との親交もあり、著書の「金のオタマジャクシ、そして感性の話」[9]では、対談で共著者となっている。

## 嗜好・挿話
- 九州大学芸術工学部（旧・九州芸術工科大学）音響設計学科では作曲家・中村滋延のゼミに所属し、メディアアートの世界を研究。卒業後、九州大学大学院博士前期課程に進み更に研究を重ねた。
- 大学院修了後の2008年、NHK福岡放送局の契約キャスターとなり、4年間昼前の情報番組で主に福岡県域枠を担当した。
- 2012年、年度改編でブロック枠拡大となった九州地区の夕方ニュース担当者に起用される。野村正育と担当していた時期は共に各地に足を運び、地元等に対する理解を深め、報道について徹底して学んだ。
- 野村が東京に転勤となった後は朝の担当に回り今に至る。
- 2015年からは１人で朝のニュース番組を任される。
- そのほか、「大濠公園花火大会」や「博多祇園山笠」の中継（2016 - 2018年）、広報番組の「ふっくTV」「ふくなび」など、福岡放送局の顔として活躍。
- 気象予報士資格取得（2011年）
- 防災士資格取得（2017年）
- MBA（経営学修士）取得（2024年）
- 幼いころからピアノを習い、様々な音楽に触れる機会があった一方で、理科にも興味があり、絵を描くことも好きだったという説もある[3]。その為、福岡放送局が関係するメディアアート関連のイベントで司会進行を務める事がある[10]。
- 2022年3月18日に出産事実と思われるツイートを投稿[11]。
- 『おはよう九州沖縄』締めの挨拶では、「皆さんの今日が、良い1日となりますように。」と言うのがお決まりになっている。
- 2022年5月2日、約3ヵ月ぶり『おはよう九州沖縄』に復帰した。『おはサタ!』以来、6年ぶりコンビを組むことになった新井秀和（東京アナウンス室からこの春2度目の福岡局勤務）からエンディング時に「どうですか久々の早起き?」と聞かれ、「本当に早起きられるのかどうかドキドキ『ちむどんどん』しながら来たんですけど。（新井へ）合ってますよね?」と述べると、新井が「おっ、ちょっと合っているんじゃないですか。」と応じるなど、復帰初日から息の合ったコンビを発揮している。
- おはよう九州沖縄スペシャルで番組の裏側が紹介されたことに触れて「普段から、おはよう九州沖縄を見ているが、以前、佐々木理恵キャスターの1日を紹介する番組があった。まさかヘアースタイルまで自分で仕上げをするとは知らなかった。ますます彼女の仕事に対する姿勢に好感が持てた」と番組審査会にある[12]。
- 再生可能エネルギーの取材では、実際に太陽光施設に足を運び、九電未来エナジーの社長や九州大学の佐々木教授へのインタビューを行なっている。九州の再エネのポテンシャルと無駄になっている現状を伝え、地球温暖化の課題にどう向き合うべきかを考え綴っている[13]。
- 西九州新幹線の開業日には、実際に新幹線に乗ってリポートした。デザイナー水戸岡鋭治さんの仕事場（東京都）にも足を運び、その極意や思いを聞き出している。いかにデザインしてきたかのデッサンや、赤になったかもしれない幻のデザインも紹介。2011年の九州新幹線開業の時には東日本大震災でトークイベントが中止となり、それ以来にかなった思いだという。デザインについて学んだ人間としてインタビューしたかったとの思いを書いている[14]。
- 東京オリンピックのトーチをデザインした吉岡徳仁へのインタビューでは、コロナ禍で気持ちがつながることを願い、デザインの真髄に迫ろうとした[15]。
- 医療現場の取材では、コロナ禍での救急医療の現状と課題、リアルタイムでの情報共有などの突破口を取材。気づきにくい産科の危機についても報道した。
- 福岡県宇美町のワクチン接種のオペレーション「高速大名行列」を取材し、ニュースウオッチ9でも放送。後日、台湾でも広がっていることを取材・報道。
- おはサタでは「恋するアート」で美術館や博物館の展示を学芸員と紹介。毎回、作品に魅了される”恋するポイント”としてあげた。
- 小石原焼の人間国宝・福島善三さんが人間国宝に認定された時には、取材しリポートを放送した。その後、記念式典での司会もつとめた。民藝や伝統工芸の取材も多く、本人も小石原焼などの焼き物好きであることを公言している[16]。
- パリのギメ東洋美術館でのレオナールフジタ（藤田嗣治）の筒描展を取材し報道。メゾンアトリエフジタで見つかった経緯など、美術界の発見を紹介した。全国放送にも展開[17]。
- 九州北部豪雨の被災地、東峰村を取材。小石原焼の窯元の状況を伝える。防災特番では被害が激しかった杷木松末や、上流にも足を運び、川が大きく変わった様子や川沿いの家々の話を聞き伝えた。
- 「データ×防災〜命を守らなきゃスペシャル〜」では、司会とわかりやすい解説で好評だった。被災した朝倉にも足を運び、スタジオでの解説や進行でも活躍した。過去の災害をデータに基づいて検証し、災害への備えを考えてもらう番組[18]。
- 「江夏の21球」「森福の11球」「佐々木の1分」。落ち着いた声と確かなアナウンス力はもちろんのこと、7時59分からの最後の1分で、的確に情報量をまとめて流暢に伝える技術はもはやエンターテイメント。その職人技は「江夏の21球」「森福の11球」「佐々木の1分」と称されている。[19]
- 全国NO.1との呼び声も高い。コロナ禍でおはよう九州沖縄が全国に一部放送されていた時には「NHKでは地方各局からコロナ最新情報をリレーで伝えているのだが、福岡の佐々木理恵さんはとても感じがよいと思う。視聴者への向き合い方が丁寧で自然。契約キャスターだそうだがこんな人をネット(全国放送）で出すべきだろう。」との声も[20]
- 「全国転勤してアナウンサーを拝見してきたが、間違いなく安定感抜群のNo1アナウンサー。聞きやすい声、笑顔、クッション言葉、傾聴姿勢。今までにないアナウンサーで他に例を見ない逸材」「福岡放送局の顔で、明るく感じ良く、声も綺麗で、歯切れも良く女性の代表とも思っている。」など、数多くのコメントが寄せられている[21]。

## 出演番組

### 現在
- おはよう九州沖縄（番組キャスター）[22]
  - 2018年4月からニュースキャスター兼ブロック気象情報も担当（2022年2月11日 - 2022年5月1日 産休）

### 過去
- 熱烈発信!福岡NOW （サブキャスター・2012年4月 - 番組終了まで）
- おはよう九州沖縄スペシャル
  - 「あなたとつながる　おはよう九州沖縄」2020年3月（放送の舞台裏、気象台、熊本地震の被災地益城町の夜間塾、宮古島の現在。）
  - 「どう向き合うのか 新型コロナウイルス」2020年4月25日（経済や医療、かつての宮崎県で発生した口蹄疫から感染症と社会を考える。）　　
  - 「豪雨災害コロナ禍での避難対策」2020年6月（防災とコロナ禍の避難所運営などを考える。東大の松尾教授へのインタビューなど）
- ぐるっと8県 九州沖縄（2008年4月 - 2012年3月）
- 博多屋台 こまっちゃん 博多暮らしの猫の声（2011年4月 - 2012年3月）
- ネットワーク九州沖縄（番組内コーナー）
- お元気ですか日本列島　全国放送 - 不定期出演
- 情報まるごと　全国放送 - 不定期出演
- おはサタ!
- NHKニュースおはよう福岡（番組終了）
- ふっくTV（NHK福岡放送局マスコットキャラクターと福岡のあれこれを考える）
- ふく!なび（福岡放送局広報番組）[23]
- 水害から命を守るキャンペーン　ミニ番組　2021年　不定期放送
- 福岡おもしろヒストリー　2020年
- 実感ドドド@福岡　徹底解説　博多祇園山笠　2020年
- 博多祇園山笠　中継　2017年、2018年、2019年　牧瀬里穂、奈緒と共演
- 大濠公園花火大会　中継
- 西日本の旅（那珂川町、うきは市、秋月、篠栗町、糸島）～2020年
- 博多どんたく港まつり　中継
- 高専ロボコン
- 水害特番
- SL人吉 最後の日々〜時代を駆けた102年〜（NHK BS、2024年4月13日） - ナレーション
- ザ・ライフ「この村で ～宮崎・椎葉村 土砂災害からの日々～」（2021年10月1日） -ナレーション
- 財前直見の暮らし彩々ミニ（2023年） - ナレーション